# Campionato europeo maschile di pallacanestro Under-20 2002
Il 6º Campionato Europeo maschile Under-20 di Pallacanestro FIBA (noto anche come FIBA EuroBasket Under-20 2002) si è svolto in Lituania dal 26 luglio al 4 agosto 2002.

## Risultati

### Prima fase a gruppi

#### Gruppo A
| Team          | V - P | PF - PS   | Pt |
| ------------- | ----- | --------- | -- |
| 1. Slovenia   | 4 - 1 | 404 - 408 | 9  |
| 2. Jugoslavia | 4 - 1 | 426 - 383 | 9  |
| 3. Grecia     | 3 - 2 | 469 - 412 | 8  |
| 4. Lituania   | 2 - 3 | 389 - 399 | 7  |
| 5. Italia     | 2 - 3 | 415 - 429 | 7  |
| 6. Turchia    | 0 - 5 | 381 - 453 | 5  |

#### Gruppo B
| Team       | V - P | PF - PS   | Pt |
| ---------- | ----- | --------- | -- |
| 1. Russia  | 4 - 1 | 429 - 380 | 9  |
| 2. Croazia | 4 - 1 | 454 - 427 | 9  |
| 3. Spagna  | 3 - 2 | 377 - 349 | 8  |
| 4. Francia | 3 - 2 | 389 - 398 | 8  |
| 5. Ucraina | 1 - 4 | 377 - 404 | 6  |
| 6. Israele | 0 - 5 | 331 - 399 | 5  |

### Fase ad eliminazione diretta

#### Tabellone gare 9º - 12º posto
|  | Playoffs | Playoffs | Playoffs |         |         | Nono posto       | Nono posto       | Nono posto       |  |
|  |          |          |          |         |         |                  |                  |                  |  |
|  | Italia   | Italia   | 67       |         |         |                  |                  |                  |  |
|  | Italia   | Italia   | 67       |         |         |                  |                  |                  |  |
|  | Israele  | Israele  | 75       |         |         |                  |                  |                  |  |
|  | Israele  | Israele  | 75       |         | Israele | Israele          | 73               |                  |  |
|  |          |          |          |         | Israele | Israele          | 73               |                  |  |
|  |          |          | Turchia  | Turchia | 79      |                  |                  |                  |  |
|  | Turchia  | Turchia  | Turchia  | Turchia | 79      | 101              |                  |                  |  |
|  | Turchia  | Turchia  |          |         |         | 101              |                  |                  |  |
|  | Ucraina  | Ucraina  | 98       |         |         | Undicesimo posto | Undicesimo posto | Undicesimo posto |  |
|  | Ucraina  | Ucraina  | 98       |         |         |                  |                  |                  |  |
|  |          |          |          |         |         |                  |                  |                  |  |
|  |          |          |          |         |         | Italia           | Italia           | 90               |  |
|  |          |          |          |         |         | Italia           | Italia           | 90               |  |
|  |          |          |          |         |         | Ucraina          | Ucraina          | 77               |  |

#### Tabellone gare 5º - 8º posto
|  | Playoffs   | Playoffs   | Playoffs |          |          | Quinto posto  | Quinto posto  | Quinto posto  |  |
|  |            |            |          |          |          |               |               |               |  |
|  | Croazia    | Croazia    | 88       |          |          |               |               |               |  |
|  | Croazia    | Croazia    | 88       |          |          |               |               |               |  |
|  | Slovenia   | Slovenia   | 90       |          |          |               |               |               |  |
|  | Slovenia   | Slovenia   | 90       |          | Slovenia | Slovenia      | 74            |               |  |
|  |            |            |          |          | Slovenia | Slovenia      | 74            |               |  |
|  |            |            | Lituania | Lituania | 78       |               |               |               |  |
|  | Jugoslavia | Jugoslavia | Lituania | Lituania | 78       | 71            |               |               |  |
|  | Jugoslavia | Jugoslavia |          |          |          | 71            |               |               |  |
|  | Lituania   | Lituania   | 72       |          |          | Settimo posto | Settimo posto | Settimo posto |  |
|  | Lituania   | Lituania   | 72       |          |          |               |               |               |  |
|  |            |            |          |          |          |               |               |               |  |
|  |            |            |          |          |          | Croazia       | Croazia       | 89            |  |
|  |            |            |          |          |          | Croazia       | Croazia       | 89            |  |
|  |            |            |          |          |          | Jugoslavia    | Jugoslavia    | 105           |  |

#### Tabellone finale
|  | Quarti di finale | Quarti di finale |         |        | Semifinali  | Semifinali  |  |  | Finale  | Finale |
|  |                  |                  |         |        |             |             |  |  |         |        |
|  | Vilnius          |                  |         |        |             |             |  |  |         |        |
|  |                  |                  |         |        |             |             |  |  |         |        |
|  | Croazia          | 80               |         |        |             |             |  |  |         |        |
|  | Croazia          | 80               | Vilnius |        |             |             |  |  |         |        |
|  | Grecia           | 81               |         |        |             |             |  |  |         |        |
|  | Grecia           | 81               | Grecia  | 79     |             |             |  |  |         |        |
|  | Vilnius          |                  | Grecia  | 79     |             |             |  |  |         |        |
|  |                  | Francia          | 70      |        |             |             |  |  |         |        |
|  | Francia          | Francia          | 70      | 84     |             |             |  |  |         |        |
|  | Francia          |                  | Vilnius | 84     |             |             |  |  |         |        |
|  | Slovenia         | 73               |         |        |             |             |  |  |         |        |
|  | Slovenia         | 73               | Grecia  | 77     |             |             |  |  |         |        |
|  | Vilnius          |                  | Grecia  | 77     |             |             |  |  |         |        |
|  |                  | Spagna           | 73      |        |             |             |  |  |         |        |
|  | Jugoslavia       | Spagna           | 73      | 71     |             |             |  |  |         |        |
|  | Jugoslavia       | Vilnius          |         | 71     |             |             |  |  |         |        |
|  | Spagna           | 72               |         |        |             |             |  |  |         |        |
|  | Spagna           | 72               | Spagna  | 86     | Terzo posto | Terzo posto |  |  |         |        |
|  | Vilnius          |                  | Spagna  | 86     | Terzo posto | Terzo posto |  |  |         |        |
|  |                  | Russia           | 81      |        |             |             |  |  |         |        |
|  | Russia           | Russia           | 81      | 83     | Francia     | 95          |  |  |         |        |
|  | Russia           |                  |         | 83     | Francia     | 95          |  |  |         |        |
|  | Lituania         | 75               |         | Russia | 78          |             |  |  |         |        |
|  | Lituania         | 75               |         |        | 78          |             |  |  |         |        |
|  |                  |                  |         |        |             |             |  |  | Vilnius |        |
|  |                  |                  |         |        |             |             |  |  |         |        |

## Classifica finale
| Campione d'Europa | Campione d'Europa | Campione d'Europa |
| --- | ----------------- | --- |
| Grecia under 204 Spanoulīs, 5 Koumpouras, 6 Zīsīs, 7 Tapoutos, 8 Misiakos, 9 Charitopoulos, 10 Geōrgalīs, 11 Gkizogiannīs, 12 Tsiaras, 13 Mpourousīs, 14 Tsiakos, 15 Kaimakoglou, All. Nikos Kerameas |                   | |
| Argento | Spagna            | Spagna under 204 Grimau, 5 Miso, 6 Martín, 7 Mena, 8 Cortaberría, 9 Guerra, 10 Llorente, 11 Martínez, 12 Triguero, 13 Miralles, 14 Vázquez, 15 Rubio, All. Ricard Casas                                    |
| Bronzo | Francia           | Francia under 204 Tillon, 5 Diawara, 6 Piétrus, 7 Doreau, 8 Nijean, 9 Turiaf, 10 Chelle, 11 Yango, 12 Mouillard, 13 Diaw, 14 Evtimov, 15 Szaszczak, All. Richard Billant                                   |
| 4. | Russia            | Russia under 204 Gorelovskij, 5 Ivanov, 6 Bykov, 7 Baburin, 8 Baranov, 9 Zozulin, 10 Soldatov, 11 Chrjapa, 12 Monja, 13 Zelenskij, 14 Karpov, 15 Adamou, All. Sergej Pushkarev                             |
| 5. | Lituania          | Lituania under 204 Pociukonis, 5 Gaidamavičius, 6 Delininkaitis, 7 Pečiukas, 8 Serapinas, 9 Dipartas, 10 Kieža, 11 Kuzminskas, 12 Vėlius, 13 Jasaitis, 14 Klimavičius, 15 Čukinas, All. Vadimas Rodastevas |
| 6. | Slovenia          | Slovenia under 204 Strnad, 5 Slokar, 6 Vujačić, 7 D. Lorbek, 8 Ivašković, 9 Udrih, 10 Buršić, 11 Zagorac, 12 Zupan, 13 Ćapin, 14 Mučič, 15 E. Lorbek, All. Mehmed Bečirovič                                |
| 7. | Jugoslavia        | Jugoslavia under 204 Pupović, 5 Sekulić, 6 Bakić, 7 Koprivica, 8 Aleksić, 9 Pavlović, 10 Koljević, 11 Krstić, 12 Jovanović, 13 Jevdić, 14 Marinović, 15 Popović, All. Slobodan Majdevac                    |
| 8. | Croazia           | Croazia under 204 Toroman, 5 Ćuzela, 6 Popović, 7 Rozić, 8 Bulić, 9 Gligora, 10 Morović, 11 Markota, 12 Lončar, 13 Špralja, 14 Kurilić, 15 Trepalovac, All. Zdenko Ljubičić                                |
| 9. | Turchia           | Turchia under 204 Veyseloğlu, 5 Özer, 7 Akın, 8 Özdemir, 9 Ekmen, 10 Okay, 11 Özseven, 12 Arslan, 13 Yoldaş, 14 Bıyık, 15 Yılmaz, All. Çetin Yavuz                                                         |
| 10. | Israele           | Israele under 204 Maor, 5 Molnar, 6 Nanikashvili, 7 Limonad, 8 Pnini, 9 Recanati, 10 Itzhak, 11 Shaashoua, 12 Menashe, 13 Vizan, 14 Matta, 15 Marko, All. Nitzan Wieger                                    |
| 11. | Italia            | Italia under 204 Gigli, 5 Giachetti, 6 Mancinelli, 7 Sottana, 8 Zacchetti, 9 Flamini, 10 Infante, 11 Garri, 12 Brkic, 13 Formenti, 14 Fultz, 15 Barlera, All. -                                            |
| 12. | Ucraina           | Ucraina under 204 Bojko, 5 Onufrijev, 6 Šapošnykov, 7 Neruš, 8 Zagajnov, 9 Škurupyj, 10 Malyš, 11 Ševčenko, 12 Hubenko, 13 Kozlov, 14 Sokur, 15 Liščuk, All. -                                             |